# Valdemar Ljungdahl
Harald Valdemar Adelsteen Ljungdahl (12. april 1888 i København – 8. februar 1962) var en dansk løber, kapgænger, handelsfuldmægtig og senere statsautoriseret revisor.
Ljungdahl var medlem af Københavns FF (Københavns IF). Han vandt to danske mesterskaber i kapgang og 1908 satte han dansk rekord på den kuriøse distance 3500 meter. Han var også en af Danmarks bedste mellemdistanceløbere.
Ljungdahl blev efter karrieren medlem af Danmarks Olympiske Komité.
På KIFs generalforsamlingen 23. oktober 1910 blev, efter et forslag fra Valdemar Ljungdahl, udseendet af klubdragter vedtaget; hvid trøje med klubskjolden på brystet og røde bukser, hvilket i næsten 100 år var klubdragternes udsende. Han var også en af de drivende kræfter i forbindelse med KIFs køb af "skovhytten" i 1944.

## Danske mesterskaber
- Bronze 1909 1 mile løb
- Guld 1908 1 dansk mil gang 37:22,2
- Guld 1907 1 dansk mil gang 38:30.0